# Autoput Glamočani–Mlinište
Der Autoput Glamočani–Mlinište (bosnisch/serbisch für ‚Autobahn Glamočani–Mlinište‘) ist eine geplante Autobahn in Bosnien und Herzegowina.

## Verlauf
Derzeit ist nur der Verlauf bzw. der geplante Verlauf in der Republika Srpska festgelegt. Ob und wie die Autobahn in der Föderation Bosnien und Herzegowina weiterführen wird, ist dagegen noch ungewiss. Die Autobahn soll von Glamočani über Banja Luka, der Hauptstadt der Republika Srpska, und Mrkonjić Grad nach Mlinište führen.
Banja Luka wird durch diese neue Autobahn eine Umfahrung erhalten.